# Toola
Toola är den feminina formen av Tolir som är ett skandinaviskt namn med fornnordiskt ursprung. Det fanns år 2008 10 personer som hade Toola som förnamn i Sverige, varav 5 som tilltalsnamn.